# Synchlora albolineata
Synchlora albolineata là một loài bướm đêm trong họ Geometridae.